# Hôpital de Fourvière
L'hôpital de Fourvière est un centre de gérontologie situé dans le quartier de Fourvière, 5e arrondissement de Lyon, en France,. Son propriétaire foncier est l'association Œuvre des dames du Calvaire et son opérateur est l'Association Hôpital de Fourvière.
L'Œuvre des dames du Calvaire fait partie de la Fédération des Établissements des Dames du Calvaire.